# Gareth Delany
Gareth James Delany (* 28. April 1997 in Dublin, Irland) ist ein irischer Cricketspieler, der seit 2020 für die irische Nationalmannschaft spielt.

## Aktive Karriere
Sein Debüt in der Nationalmannschaft gab er bei der Tour gegen Simbabwe im Juli 2019. Bei einem heimischen Drei-Nationen-Turnier konnte er gegen Schottland sein erstes Half-Century über 52 Runs erreichen. Beim ICC Men’s T20 World Cup Qualifier 2019 konnte er ebenfalls ein Fifty (89* Runs) und 2 Wickets für 29 Runs als Bowler gegen Oman erzielen und wurde dafür als Spieler des Spiels ausgezeichnet. Sein erstes ODI absolvierte er in den West Indies im Januar 2020. Beim T20 World Cup Global Qualifier im Februar 2022 konnte er ein Fifty über 51* Runs gegen Bahrain erzielen und wurde als Spieler des Spiels ausgezeichnet.